# Peperomia dondonensis
Peperomia dondonensis är en pepparväxtart som beskrevs av William Trelease. Peperomia dondonensis ingår i släktet peperomior, och familjen pepparväxter. Inga underarter finns listade i Catalogue of Life.